# Campeonato Europeo de Boxeo Aficionado de 2017
El XLII Campeonato Europeo de Boxeo Aficionado se celebró en Járkov (Ucrania) entre el 16 y el 24 de junio de 2017 bajo la organización de la Confederación Europea de Boxeo (EUBC) y la Federación Ucraniana de Boxeo Aficionado.
Las competiciones se realizaron en el Palacio de Deportes Lokomotyv de la ciudad ucraniana.

## Medallistas
| Evento               | Oro                         | Plata                          | Bronce                                                       |
| -------------------- | --------------------------- | ------------------------------ | ------------------------------------------------------------ |
| Minimosca (49 kg)    | Vasili Yegorov · Rusia      | Galal Yafai Inglaterra         | Yauhen Karmilchyk · Bielorrusia Samuel Carmona · España      |
| Mosca (52 kg)        | Daniel Asenov Bulgaria      | Niall Farrell Inglaterra       | Brendan Irvine · Irlanda Dmytro Zamotayev · Ucrania          |
| Gallo (56 kg)        | Peter McGrail Inglaterra    | Mykola Butsenko · Ucrania      | José Quiles · España Kurt Walker · Irlanda                   |
| Ligero (60 kg)       | Yuri Shestak · Ucrania      | Gabil Mamedov · Rusia          | Calum French Inglaterra Pavlo Ishchenko Israel               |
| Superligero (64 kg)  | Hovhannes Bachkov Armenia   | Luke McCormack Inglaterra      | Evaldas Petrauskas · Lituania Mateusz Polski · Polonia       |
| Wélter (69 kg)       | Abass Baraou · Alemania     | Pat McCormack Inglaterra       | Yevhen Barabanov · Ucrania Vasile Belous · Moldavia          |
| Medio (75 kg)        | Olexandr Jyzhniak · Ucrania | Kamran Şahsuvarlı Azerbaiyán   | Salvatore Cavallaro · Italia Zoltán Harcsa · Hungría         |
| Semipesado (81 kg)   | Joseph Ward Irlanda         | Muslim Gadzhimagomedov · Rusia | Valentino Manfredonia · Italia Damir Plantić · Croacia       |
| Pesado (91 kg)       | Yevgueni Tishchenko · Rusia | Cheavon Clarke Inglaterra      | Paul Omba-Biongolo · Francia Roy Korving · Países Bajos      |
| Superpesado (+91 kg) | Viktor Vyjryst · Ucrania    | Frazer Clarke Inglaterra       | Djamili-Dini Aboudou-Moindze · Francia Maxim Babanin · Rusia |

## Medallero
| Núm. | País         | Oro | Plata | Bronce | Total |
| ---- | ------------ | --- | ----- | ------ | ----- |
| 1    | Ucrania      | 3   | 1     | 2      | 6     |
| 2    | Rusia        | 2   | 2     | 1      | 5     |
| 3    | Inglaterra   | 1   | 6     | 1      | 8     |
| 4    | Irlanda      | 1   | 0     | 2      | 3     |
| 5    | Alemania     | 1   | 0     | 0      | 1     |
| 5    | Armenia      | 1   | 0     | 0      | 1     |
| 5    | Bulgaria     | 1   | 0     | 0      | 1     |
| 8    | Azerbaiyán   | 0   | 1     | 0      | 1     |
| 9    | España       | 0   | 0     | 2      | 2     |
| 9    | Francia      | 0   | 0     | 2      | 2     |
| 9    | Italia       | 0   | 0     | 2      | 2     |
| 12   | Bielorrusia  | 0   | 0     | 1      | 1     |
| 12   | Croacia      | 0   | 0     | 1      | 1     |
| 12   | Hungría      | 0   | 0     | 1      | 1     |
| 12   | Israel       | 0   | 0     | 1      | 1     |
| 12   | Lituania     | 0   | 0     | 1      | 1     |
| 12   | Moldavia     | 0   | 0     | 1      | 1     |
| 12   | Países Bajos | 0   | 0     | 1      | 1     |
| 12   | Polonia      | 0   | 0     | 1      | 1     |
|      | TOTAL        | 10  | 10    | 20     | 40    |